# Zaqueu
Zaqueu (em grego:  Ζακχαῖος - "Zakchaios"; em hebraico:  זכי, - "puro", "justo") era o responsável pela coleta de impostos em Jericó segundo Lucas 19:1–10. Os coletores de impostos eram odiados pelos seus compatriotas judeus, que os viam como traidores trabalhando para o Império Romano.

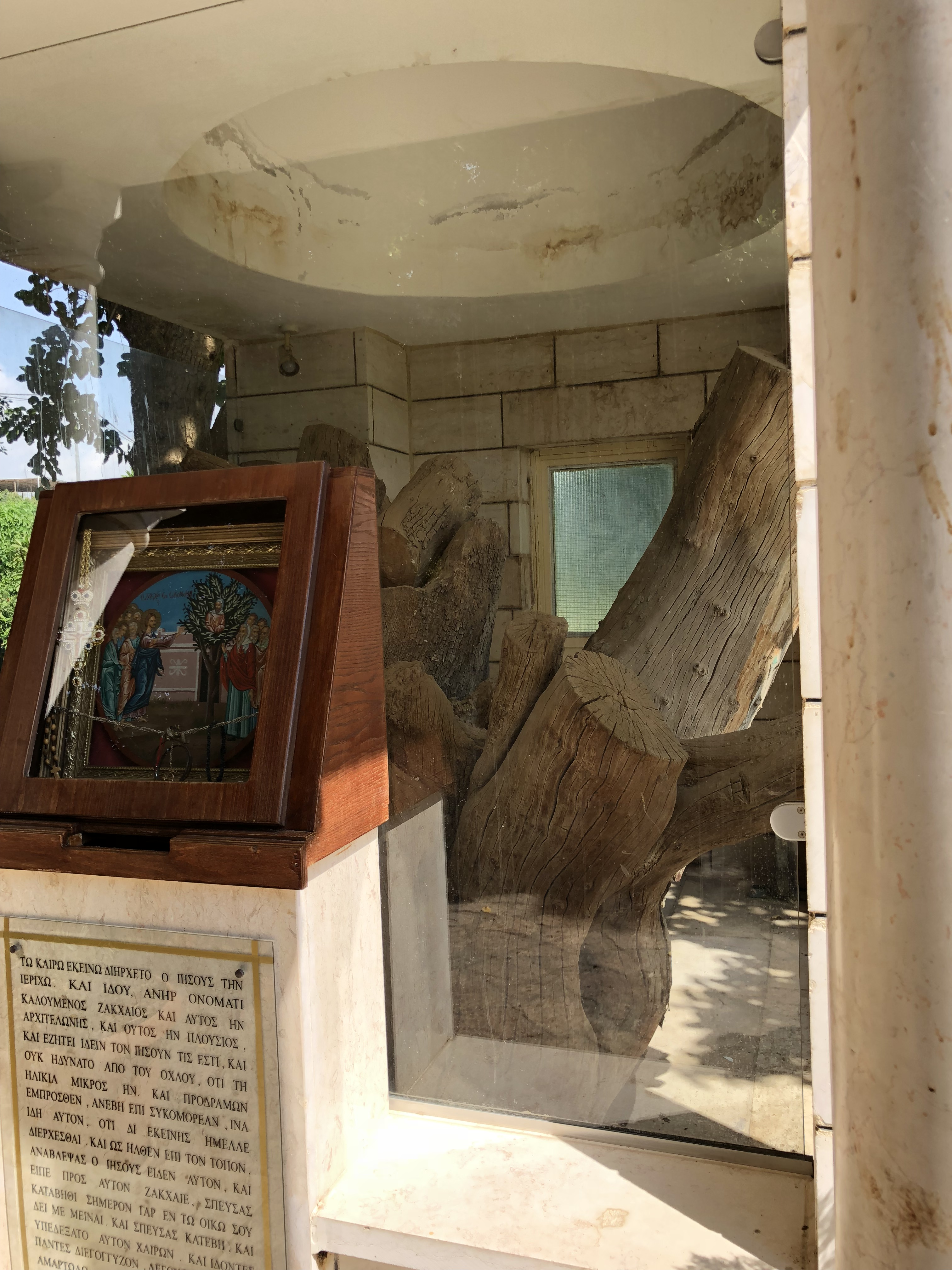
Sicômoro de Zaqueu, mosteiro greco-ortodoxo do profeta Eliseu, em Jericó

Por conta da lucrativa produção e exportação do bálsamo estar centralizada em Jericó, a posição de Zaqueu era muito cobiçada pelas riquezas que prometia. No relato, ele chegou antes da multidão que estava ali para se encontrar com Jesus, que passava por Jericó a caminho de Jerusalém. Descrito como um homem de baixa estatura, Zaqueu então subiu num sicômoro para que pudesse ver Jesus. Quando Ele chegou ao lugar, olhou entre os ramos da árvore e chamou Zaqueu pelo nome, pedindo-lhe que descesse, pois pretendia visitar a sua casa. A multidão ficou chocada, pois Jesus, um judeu, estava disposto a ser o hóspede de um publicano.
Comovido pela audácia do amor desmerecido e aceitação de Jesus, Zaqueu publicamente se arrependeu de seus atos corruptos e jurou restituí-los realizando uma festa em sua casa. 
Há outra abordagem da narrativa que dá conta de que Zaqueu não era corrupto, antes propôs doar metade dos seus bens, e, caso houvesse defraudado alguém, que devolveria o valor quadruplicado, isto porque Zaqueu ficou constrangido ao ouvir que falavam mal do Cristo por sua causa.

## Tradições posteriores
Em Er-riha (Jericó) há uma grande e venerável torre quadrangular que, tradicionalmente, é chamada de "Casa de Zaqueu". De acordo com Clemente de Alexandria em seu livro Stromata, Zaqueu foi apelidado de "Matias" pelos apóstolos e tomou o lugar de Judas Iscariotes após a ascensão de Jesus. As Constituições Apostólicas, posteriores, identificam "Zaqueu, o Publicano" como o primeiro bispo de Cesareia Marítima (7.46).
O legendário medieval identificava Zaqueu com Santo Amador e o considerava como o fundador do santuário francês de Rocamadour.

## Práticas litúrgicas

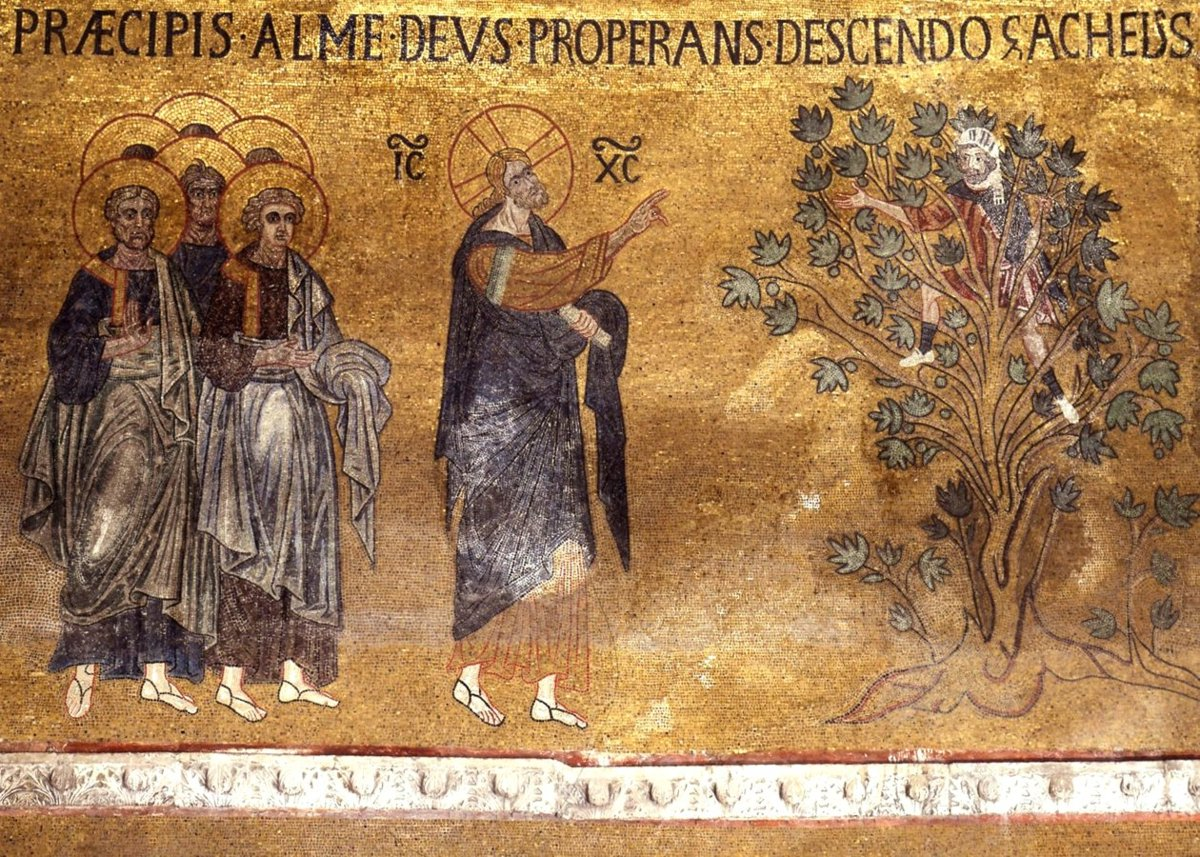
Jesus convida Zaqueu a descer do sicômoro, mosaico bizantino russo do século XI

Na Igreja Ortodoxa e na Igreja Católica Oriental de tradição eslava, o relato evangélico de Zaqueu é lido no domingo antes da preparação litúrgica para a Grande Quaresma, motivo pelo qual o dia é conhecido como "Domingo de Zaqueu". É a primeira celebração de cada novo ciclo pascoal. O relato foi escolhido para abrir a temporada da Quaresma por causa de dois aspectos exegéticos: o pedido de Jesus para que Zaqueu descesse da árvore (visto como simbolizando o chamado divino à humildade) e o arrependimento posterior de Zaqueu.